# Gönyeli SK
Gönyeli Spor Kulübü ist ein türkisch-zyprischer Fußballverein aus Kioneli (Gönyeli) bei Nord-Nikosia in der Türkischen Republik Nordzypern.
Gönyeli Spor Kulübü gewann zuletzt die sogenannte 'Birinci Lig' (erste Liga) in der Saison 2008–09. Die Vereinsfarben sind rot und weiß. Das Heimstadion des Vereins ist das Ali Naci Karacan Stadion, benannt nach dem Journalisten Ali Naci Karacan.

## Erfolge
- Kuzey Kıbrıs Süper Ligi: (9)

1971/72, 1977/78, 1980/81, 1992/93, 1994/95, 1998/99, 2000/01, 2007/08, 2008/09
- Zypern-Pokal und Föderationspokal:[1] (5)

1985, 1995, 1998, 2000, 2008
- Türkischer Fußball-Supercup: (4)

1985, 1995, 1999, 2000